# Zamjád jašt
Zamjád jašt „Ku poctě ducha země“, též Zam jašt, je zarathuštristický hymnus na Zamjád jazad „božstvo země“ a chvarenu „slávu, nádheru, královskou moc“ kajánovské dynastie. Je devatenáctým ze sbírky jaštů „hymnů“, obsažených v mladší Avestě, vzniklých  nejspíše v 7. až 2. století př. n. l., ale obsahujících řadu motivů nejspíše již z předzarathuštrického období.
Hymnus se skládá ze dvou částí, z nichž první je geografickým fragmentem vypočítávajícím hory, jejichž vrcholky jsou nejblíže nebesům. Druhá část, nazývaná Kaján jasn, je hymnem na kajánovské kavie-vládce v širším slova smyslu, včetně Zarathuštry a saošjantů. Geografická část je nejspíše přídavkem ke Kaján jasnu, který však byl přičleněn dostatečně dávno v minulosti, aby dal celému jaštu své jméno. Souvislost mezi oběma částmi nejspíše spočívá na nejasné spojitosti hory Uši-darena s Kajánovci, která se objevuje Síróze.

## Obsah
V geografické části hraje nejvýznamnější úlohu hora Uši-darena, z které povstane spasitel Saošjant. Výčet hor v tomto hymnu je velmi blízký výčtu hor v pozdějším středoperském Bundahišnu, který navíc obsahuje také výčet jezer, řek a moří.
Na počátku Kaján jasnu se hovoří o tom, jak chvarena kajánovských vládců byla ve vlastnictví Ahura Mazdy a Ameša Spentů a je spojována s mocí vládců z dynastie Pišdádovců, mezi které náležel Hóšang, Urupi a Jima. Poslední z nich však v důsledku hříchu svoji královskou slávu ztratil a ta od něj třikrát odlétla či byla rozdělena na tři části, přičemž ji získal postupně Mithra, Thraétona a Keresáspa, o jejichž hrdinských skutcích se v hymnu také hovoří. Následuje boj mezi Spenta Mainjuem a Angra Mainjuem o vlastnictví chvareny. První vysílá Vohumana, Ašavahištu a Átara, zatímco druhý Akamana, Aéšmu, Daháku a Spitjuru, který přepiloval Jimu vedví. Átar nakonec zastraší Daháku a chvarena se uchýlí do jezera Vourukaša, kam se po ní natáhl Apam Napát. Z jezera se ji poté pokusil třikrát vylovit túrský cizinec Franrasjan, ale chvarena mu třikrát unikla a vytvořila tak svými pohyby tři zátoky či odtoky z jezera. V následující části textu jsou vyjmenovávány různé řeky, především pak Haétumant, která snad pohybem chvareny vznikla, a jezero Kãsaoja u hory Uši-darena, do kterého se všechny vyjmenované řeky vlévají.
V další části je chvarena spojována s různými kajánovskými vládci, včetně Vistáspy, patrona Zarathuštry, a Haosravaha, který přemohl Franrasjana. Dále je pak popisován příchod saošjantů a nastávající Frašokereti, obnova světa.